# 814 Tauris
814 Tauris eller A916 AE är en asteroid i huvudbältet, som upptäcktes den 2 januari 1916 av den ryske astronomen Grigorij N. Neujmin vid Simeizobservatoriet på Krim. Asteroiden namngavs senare efter ett berg på Krim-halvön. Detta namn är också ett äldre namn Taurien för själva halvön.
Tauris senaste periheliepassage skedde den 2 mars 2022. Dess rotationstid har beräknats till 35,8 timmar.